# Michael Olausson (arkeolog)
Michael Olausson, född 1948, död 2019, var en svensk arkeolog specialiserad på förhistoriska vallanläggningar, befästningsverk och befästa boplatser.
Olausson disputerade 1995 vid Stockholms universitet på en avhandling om fornborgar och blev senare docent. Under flera år på 1990- och 2000-talen drev han projektet Borgar och befästningsverk i Mellansverige 400-1100 e. Kr. tillsammans med sin dåvarande hustru Lena Holmquist (då Holmquist-Olausson). Inom projektet undersöktes bl.a. Birkas befästningsverk och delar av Götavirke. Olausson ledde även flera undersökningar inom och runt Runsa fornborg.

## Publikationer i urval
- 1995. Det inneslutna rummet: om kultiska hägnader, fornborgar och befästa gårdar i Uppland från 1300 f Kr till Kristi födelse. Stockholm
- 1996. Runsa fornborg : en befäst stormannagård från folkvandringstid. Upplands Väsby
- 2009. The martial society : aspects of warriors, fortifications and social change in Scandinavia. Stockholm
- 2014. Runsa borg : representative life on a migration period hilltop site – a Scandinavian perspective. Östersund